# Rémilly (Moselle)
Rémilly (Duits: Remelach) is een gemeente in het Franse departement Moselle in de regio Grand Est. Rémilly telde op 1 januari 2022 2.050 inwoners.

## Geschiedenis
De gemeente maakte deel uit van het arrondissement Metz-Campagne totdat dit op 1 januari 2015 fuseerde met het arrondissement Metz-Ville tot het huidige arrondissement Metz. Toen op 22 maart 2015 het kanton Pange werd opgeheven werd de gemeente opgenomen in het kanton Faulquemont.

## Geografie
De oppervlakte van Rémilly bedroeg op 1 januari 2022 18,94 vierkante kilometer; de bevolkingsdichtheid was toen 108,2 inwoners per km².

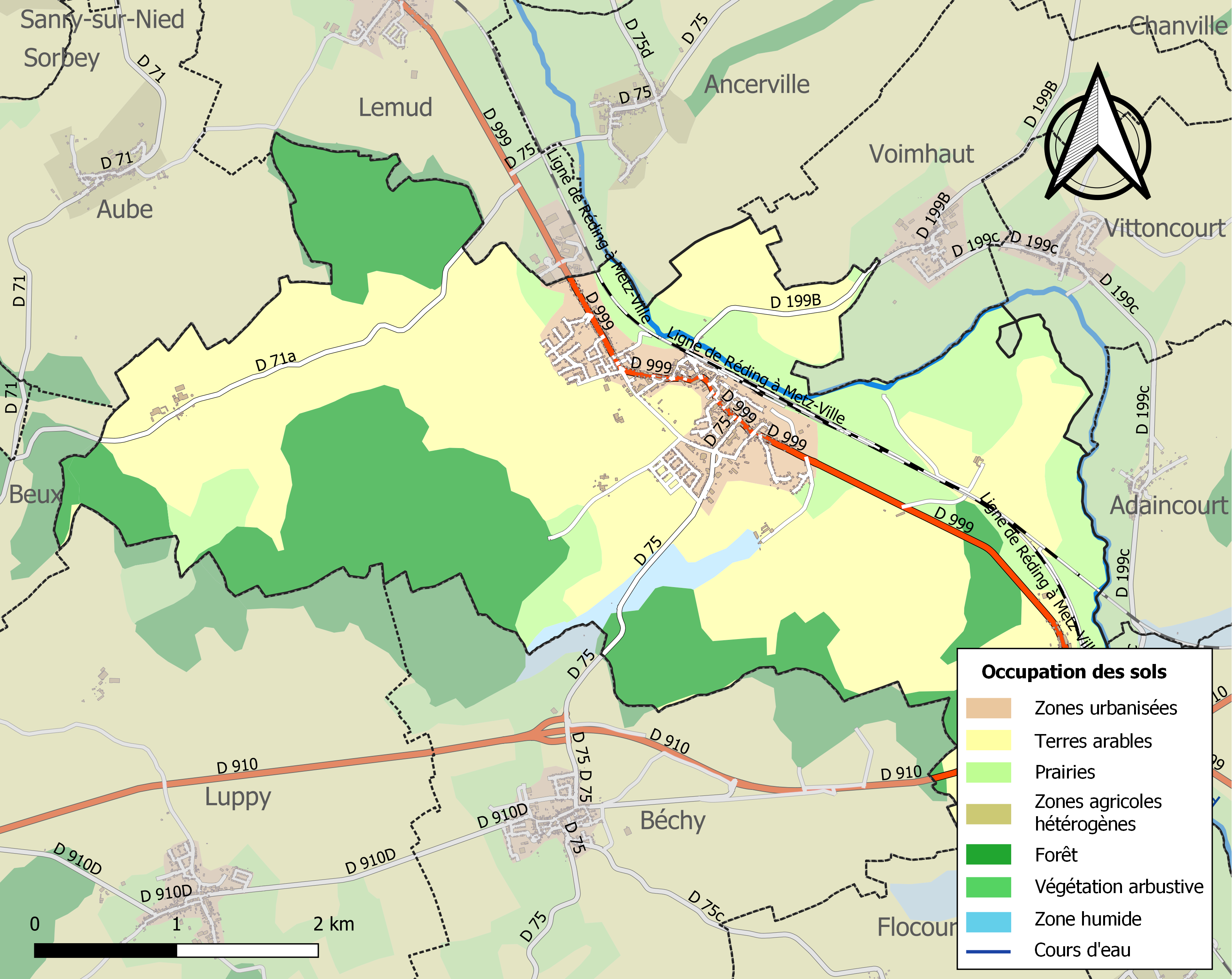
Kaart van de gemeente met de belangrijkste infrastructuur, bodemgebruik en omliggende gemeenten

## Verkeer en vervoer
In de gemeente ligt spoorwegstation Rémilly.

## Demografie
Onderstaande figuur toont het verloop van het inwonertal (bron: INSEE-tellingen).